# مجموعة الملا
مجموعة الملا هي مجموعة أعمال رائدة ومتنوعة تعمل في القطاع الخاص مقرها في دولة الكويت ولها عمليات في 8 دول. مع أكثر من 15000 موظف يعملون في أكثر من 40 شركة، تمتلك مجموعة الملا اليوم حقوق امتياز مع أكثر من 200 علامة تجارية وشركة دولية رائدة. تشمل عمليات المجموعة توزيع وصيانة السيارات والمعدات الثقيلة، المقاولات الكهروميكانيكية، الإنشاءات المدنية، الطاقة، التصنيع، تمويل المستهلكين والشركات، الاستثمارات، والتأمين، الرعاية الصحية، التعليم، العقارات، أتمتة المكاتب، توزيع المنتجات الصناعية والتأجير.
تأسست في عام 1938، من قبل وزير الخارجية آنذاك عبد الله صالح الملا، بدأت المجموعة عندما أنشأ الراحل السيد الملا متجرًا للأجهزة الكهربائية والمنزلية، وسرعان ما حصل على امتياز جنرال إلكتريك من المملكة المتحدة. في عام 1947، تم إنشاء شركة بدر الملا وإخوانه وحصلت لاحقًا على حقوق توزيع سيارات كرايسلر الشرق الأوسط وبليموث ودودج الشرق الأوسط في الكويت. تبع ذلك التوسع في مجالات المنتجات البحرية، أنظمة التدفئة والتهوية وتكييف الهواء، السفر وتوزيع المعدات الصناعية.
ابتداء من عام 2003، توسعت المجموعة لتشمل العديد من المجالات الجديدة التي أصبحت اليوم رائدة في كل مجال من مجالاتها. وتشمل هذه قطاعات الصرافة والرعاية الصحية والتعليم، في حين استمرت المجالات الأساسية الأخرى للسيارات والهندسة في النمو بشكل كبير من حيث الحجم والحصة السوقية.
الهدف الأساسي لمجموعة الملا هو إنشاء حلول فعالة وبعيدة المدى تلبي مجموعة واسعة من الاحتياجات في العديد من قطاعات الأعمال، بما في ذلك السيارات، الحلول التمويلية، الهندسة، التصنيع والتجارة مع تحديد الفرص التي من شأنها توفير فرص أخرى جديدة في نفس الوقت.
في عام 2018، اختارت شركة دايملر، مالكة علامة مرسيدس-بنز، مجموعة الملا لتكون الموزع الوحيد الجديد لها في الكويت لكل من سيارات الركاب والشاحنات والحافلات. افتتحت مجموعة الملا، من خلال شركتها الفرعية المملوكة بالكامل شركة الملا للسيارات، أول صالة عرض لمرسيدس بنز في الكويت في يناير 2019.
في ديسمبر 2019، أبرمت مجموعة الملا صفقة مع (XCMG)، أكبر مصنع لآلات البناء في الصين، لتكون الموزع الوحيد لها في الكويت.
حصلت الملا للسيارات على المركز الأول كأفضل موزع معتمد دوليًا في جائزة مرسيدس-بنز السنوية للمبيعات وخدمات العملاء لعام 2019، وجاء اختيار الملا بناءً على عدة معايير منها عدد تجاوز أهداف المبيعات السنوية والوصول إلى شريحة كبيرة من العملاء مع توفير أفضل خدمة ممكنة، وفي تسلم طلال الملا للجائزة قال «إنه لإنجاز كبير أن نفوز بالمركز الأول، وأود أن أشكر مرسيدس-بنز على هذا التكريم، الذي يعكس جهودنا المستمرة وأداءنا المتميز، والتزامنا بتقديم أجود الخدمات»، وأضاف الملا قائلًا «منذ أن بدأنا العمل في بداية عام 2019، كان هدفنا تعزيز علامة مرسيدس-بنز في الكويت، وأعتقد أننا حققنا ذلك، وسنواصل السعي للارتقاء بأدائنا، وتقديم أفضل تجربة وخدمة لعملائنا».
في عام 2020 وفي ظل وباء كوفيد-19 وفرت الملا الموارد والدعم للقطاع الصحي من أجل مكافحة الأزمة، حيث قامت الملا بتوفير حوالي 320 سيارة لوزارة الداخلية ووزارة الصحة والإدارة العامة للطيران المدني وجمعية الهلال الأحمر الكويتية، كما قامت الملا الهندسية بتوفير 400 موظف لإدارة أمور التعقيم وأنظمة الحريق في مرافق القطاع الصحي، كما أن المجموعة التزمت بالاشتراطات الصحية بتعقيم مكاتب ومرافق وشركات مجموعة الملا والتزام الموظفين بالتعقيم ولبس الكمام وتوفير أجهزة قياس الحرارة وغيرها.

## أقسام أعمال المجموعة
- السيارات
- هندسة
- الخدمات المالية
- التجارة والتصنيع
- الإيجار والتأجير
- التعليم
- الرعاية الصحية
- العقارات[10]

## تاريخ
بعد وفاة المؤسس عام 1955، تولى نجله الأكبر بدر منصب رئيس مجلس الإدارة حتى عام 1969، وخلفاؤه أخويه نجيب وأنور. نجيب رئيس مجلس الإدارة، وأنور نائب رئيس مجلس الإدارة والرئيس التنفيذي. بعد ثلاث سنوات، تأسست شركة المسيلة التجارية في عام 1972. حصلت المسيلة التجارية على حقوق التوزيع لشركة ميتسوبيشي للسيارات في الكويت، مما أدى إلى نمو كبير في أعمال المجموعة في مجال السيارات.
في عام 1978، تم إجراء تغييرات جذرية على الشركة: تم تعيين مجلس إدارة متعدد الجنسيات، بدلاً من مجلس الإدارة المكون من أفراد العائلة المالكة فقط. دخلت المجموعة في أعمال إضافية مثل الأنظمة البيئية، تأجير المركبات، تأمينات الحرائق، المعدات المكتبية، الخدمات الأمنية، المنتجات الهندسية، الأجهزة الاستهلاكية واستشارات التأمين. في الوقت الحاضر، تعمل المجموعة من خلال أكثر من 40 شركة تابعة تحت مظلة شركة مجموعة الملا القابضة.